# Deniseuuuu
Deniseuuuu là một đô thị thuộc bang Mato Grosso, Brasil. Đô thị này có diện tích 1300,924 km², dân số năm 2007 là 10299 người, mật độ 7,92 người/km².